# Lias (namn)
Lias är ett mansnamn och en kortform av Elias, i sin tur ett namn med hebreiskt ursprung.

## Namnstatistik
Den första som döptes till Lias i Sverige var, nuvarande hockeyspelaren , Lias Andersson. Han döptes 1999. 2018 hade personer bärande namnet Lias en genomsnittsålder på 6 år. Namnet var det snabbast ökande bland nyfödda pojkar under året 2018, och placerade sig på plats 100 bland de populäraste pojknamnen för året.

## Kända personer med namnet Lias
- Lias Andersson, svensk ishockeyspelare